# Anatomía de...
Anatomía de... es un programa de televisión español de charlas presentado por Mamen Mendizabal. El espacio, producido por Producciones del Barrio, se emite en La Sexta desde el 16 de abril de 2023.

El programa ha sido renovado por Atresmedia por una segunda (2024) y tercera (2025) temporada.
Anatomía de... reconstruye los momentos de la historia de España más olvidados. Desde la gran catástrofe natural en Biescas, la mayor estafa paralímpica del mundo del deporte o hasta el mayor bulo viral del país. 

## Formato
'Anatomía de...' seguirá la estética y la narrativa de los programas de estilo true crime, para visitar los grandes acontecimientos que quedaron marcados en la historia, pero de los que aún faltan detalles por contar. Estos irán desde el mayor fraude deportivo de España hasta un magnicidio fallido pasando por las catástrofes medioambientales más graves o el bulo más viral.

## Equipo

### Presentadora
| Presentador      | Información               |      |      |      |
| Presentador      | Información               | 2023 | 2024 | 2025 |
| ---------------- | ------------------------- | ---- | ---- | ---- |
| Mamen Mendizábal | Periodista y presentadora |      |      |      |

## Temporadas y audiencias por programa

### Temporada 1 (2023)
| Núm. | Título                         | Fecha de emisión    | Audiencia        |
| ---- | ------------------------------ | ------------------- | ---------------- |
| 1    | La estafa paralímpica          | 16 de abril de 2023 | 1 045 000 (7,2%) |
| 2    | Ricky, el perro y la mermelada | 7 de mayo de 2023   | 822 000 (6,0%)   |
| 3    | Caos aéreo                     | 14 de mayo de 2023  | 763 000 (5,5%)   |
| 4    | La riada de Biescas            | 21 de mayo de 2023  | 1 132 000 (8,1%) |
| 5    | Un coche bomba                 | 4 de junio de 2023  | 674 000 (5,1%)   |
| 6    | El timador del amor            | 11 de junio de 2023 | 716 000 (5,5%)   |
| 7    | Un pirómano                    | 18 de junio de 2023 | 380 000 (2,6%)   |
| 8    | Dos ladrones                   | 25 de junio de 2023 | 897 000 (7,4%)   |
| 9    | El robo del códice (Parte 1)   | 2 de julio de 2023  | 644 000 (5,7%)   |
| 10   | El robo del códice (Parte 2)   | 9 de julio de 2023  | 684 000 (6,4%)   |

### Temporada 2 (2024)
| Núm. | Título                      | Fecha de emisión    | Audiencia      |
| ---- | --------------------------- | ------------------- | -------------- |
| 1    | Una foto                    | 7 de abril de 2024  | 876 000 (6,6%) |
| 2    | Una avalancha               | 14 de abril de 2024 | 660 000 (5,2%) |
| 3    | El robo del siglo (Parte 1) | 28 de abril de 2024 | 600 000 (4,4%) |
| 4    | El robo del siglo (Parte 2) | 28 de abril de 2024 | 600 000 (4,4%) |
| 5    | Un barco pirata             | 5 de mayo de 2024   | 622 000 (4,8%) |
| 6    | El secuestro de Mélodie     | 19 de mayo de 2024  | 860 000 (6,6%) |
| 7    | Una impostora               | 26 de mayo de 2024  | 586 000 (4,7%) |
| 8    | Un impostor                 | 2 de junio de 2024  | 554 000 (4,6%) |
| 9    | Un accidente nuclear        | 16 de junio de 2024 | 446 000 (3,6%) |
| 10   | Una estafa piramidal        | 23 de junio de 2024 | 466 000 (4,4%) |
| 11   | Un linchamiento             | 7 de julio de 2024  | 554 000 (5,0%) |

### Temporada 3 (2025)
| Núm. | Título                           | Fecha de emisión    | Audiencia        |
| ---- | -------------------------------- | ------------------- | ---------------- |
| 1    | Un intento de asesinato          | 11 de mayo de 2025  | 1 034 000 (8,2%) |
| 2    | Una broma                        | 18 de mayo de 2025  | 1 127 000 (9,0%) |
| 3    | El día que mataron a Miguel Bosé | 25 de mayo de 2025  | 625 000 (5,5%)   |
| 4    | Una goleada                      | 1 de junio de 2025  | 699 000 (6,2%)   |
| 5    | Un Ecce Homo                     | 15 de junio de 2025 | 697 000 (5,8%)   |
| 6    | Un regalo de Navidad             | 22 de junio de 2025 | 464 000 (4,1%)   |
| 7    | Una corrida                      | 29 de junio de 2025 | 680 000 (6,9%)   |
| 8    | Un circo                         | 20 de julio de 2025 | 668 000 (7,2%)   |

## Audiencias por temporada
| Edición                          | Fecha | Cadena   | Espectadores | Cuota de pantalla |
| -------------------------------- | ----- | -------- | ------------ | ----------------- |
| Aantomía de... Primera temporada | 2023  | La Sexta | 776 000      | 6,0%              |
| Anatomía de... Segunda temporada | 2024  | La Sexta | 566 000      | 4,5%              |
| Aantomía de... Tercera temporada | 2025  | La Sexta | 749 000      | 6,6%              |